# Rostislaw Kaischew
Rostislaw Kaischew (em búlgaro:  Ростислав Каишев; São Petersburgo, 29 de fevereiro de 1908 – Sófia, 19 de novembro de 2002) foi um físico-químico búlgaro, membro da Academia de Ciências da Bulgária. Suas mais significativas contribuições para a ciência foram em estudos do crescimento dos criatais e nucleação.
Kaischew obteve a graduação na Universidade de Sófia em 1930 e obteve um doutorado na Alemanha em 1932. Tornou-se professor assistente em 1933 e professor em 1947. Na Academia de Ciências da Bulgária Kaischew fundou o Instituto de Físico-Química, sendo seu diretor desde sua criação em 1958 até aposentar-se em 1989. O Instituto é batizado com seu nome.